# Кипо и Эра Чудесных Зверей
Кипо и Эра Чудесных Зверей (англ. Kipo and the Age of Wonderbeasts) — американский телевизионный мультсериал студии DreamWorks Animation. Был создан по мотивам веб-комикса «Кипо» 2015 года. Над анимацией работала южнокорейская студия Studio Mir. Первый сезон сериала был выпущен на потоковом сервисе Netflix 14 января 2020 года. Сюжет повествует о девочке по имени Кипо, которая случайно попала на поверхность постапокалиптического мира и должна найти путь домой.
Вместе с запуском Netflix в России, стало известно, что сериал наряду со «Вселенной Стивена», «Принцем-Драконом» и «Ши-Ра и непобедимые принцессы» получит рейтинг 18+ и также не будет доступен в детском сегменте. Причину данного решения связали с наличием ЛГБТ-персонажей в данных сериалах.

## Сюжет
Действие происходит в постапокалиптическом мире, через 200 лет после некой катастрофы. Остатки человечества спрятались под землёй, а животные в результате радиационных загрязнений либо эволюционировали в гигантских созданий, или же приобрели разум и переняли те или иные элементы человеческой культуры. В сериале и те и другие животные называются «мутантами». Сюжет повествует о девочке по имени Кипо Оак, которая в результате аварии в подземелье попала на поверхность впервые в своей жизни. Там Кипо встречает новых союзников в лице девочки по прозвищу Волчица, Бенсона, таракана-мутанта Дейва и поросёнка-мутанта Манду. Вместе они намерены найти проход к человеческой колонии. На пути героям встречаются разные разумные мутанты, воплощающие разные стереотипы, например гангстеры-лягушки, дровосеки-кошки, учёные-волки и так далее. Чаще всего разумные животные враждебно относятся к людям, да и другим разумным видам, однако в некоторых случаях Кипо удаётся подружиться с ними и стать союзником.
Вскоре главные герои узнают, что Скарламейн и его подчиненные приматы (в том числе и несколько порабощённых людей) намерены подчинить себе оставшуюся свободной часть человечества, чтобы поработить остальные разумные виды, а сама Кипо постепенно узнаёт шокирующую правду о своём не совсем человеческом происхождении.

## Список персонажей
- Кипо Оак (Карен Фукухара) — 13-летняя главная героиня истории. Кипо жизнерадостная, амбициозная и любопытная девочка. От этого она зачастую плохо распознаёт опасность и лишена навыков выживания. Кипо прибыла из бункера и намеревалась найти путь домой. Она жила вместе с Лио Оаком и считала его своим отцом, однако Кипо обнаружила в себе способность к частичной трансформации в ягуара. Таким образом Кипо сама является мутантом. Она является биологической дочерью Лио и Сонг, однако родилась в результате искусственного оплодотворения, после того, как родители ввели в одну из яйцеклеток ДНК ягуара. Также является единственным персонажем, у кого известна дата рождения — 26 марта 2207 года, в 2 часа ночи.
- Волчица (Сидней Микайла[англ.]) — одна из главных героинь. Угрюмая, подозрительная и вредная девочка, полная противоположность Кипо. Настоящее имя неизвестно, а своё прозвище получила за ношение волчьей шкуры. Она обладает хорошими навыками выживания и  мастерски орудует копьём с жалом скорпиона. И хотя последнего она лишилась в конце второго сезона, с начала третьего начала орудовать стилизованным под него крюком на тросе. Поведение Волчицы объясняется предательством её приёмной семьи: её удочерила семья разумных волков, а когда девочка уже привыкла к своей новой семье, оказалось, что её приняли в семью лишь для того, чтобы она позже стала дичью для подрастающих волчат.
- Бенсон (Кой Стюарт[англ.]) — один из главных героев. Как и Кипо, он жизнерадостный и амбициозный парень. До знакомства с героинями путешествовал вместе с Дейвом. Бенсон выступал предметом воздыхания для Кипо, однако их отношениям не было суждено состояться, так как Бенсон признался в том, что является геем.
- Дейв (Деон Коул[англ.]) — разумный таракан-мутант. Особенность его биологии заключается в том, что он постоянно «перерождается», проходя снова и снова все возрастные стадии через линьку, при этом не теряя память и накопленные знания. Таким образом, для Дейва не являются критичными потеря конечностей или серьёзные ранения, так как он снова восстановится с новым жизненным циклом. Позже выясняется, что Дейв живёт уже давно и стал свидетелем падения человеческой цивилизации. Является последним выжившим представителем своего вида.
- Манду (Ди Брэдли Бейкер) — синяя свинка-мутант с четырьмя глазами и шестью ногами. Она труслива, но в случае опасности может дать отпор. Следует за героями и любит чипсы.
- Лио Оак (Стерлинг Браун) — отец Кипо. Житель бункера. Он — добрый, любящий отец и знает тайну происхождения Кипо. Был взят в плен Скарламейном и его подчиненными людьми.
- Сонг Оак/Мега-обезьяна (Джи Янг Хан) — мать Кипо. Она учёная, которая вместе с Лио ставила эксперименты над скрещиванием или изменением ДНК животных и людей. В том числе она вживляла ДНК животных в собственные яйцеклетки, из одной из которых выросла Кипо. Однако побочным эффектом таких экспериментов стало проникновение в Сонг ДНК обезьяны. Вышеописанные эксперименты были незаконны и сохранялись в тайне, в том числе и рождение Кипо. По этой же причине Сонг и Лио собирались сбежать из лаборатории, однако в итоге Сонг превратилась в мега-обезьяну, которая вначале выполняла приказы людей, а затем оказалась в подчинении у Скарламейна. Вернув контроль над своим разумом, стала ближайшей союзницей Кипо. В конце сериала снова становится человеком.
- Скарламейн/Хьюго (Дэн Стивенс) — главный злодей первых двух сезонов сериала. Он разумный мандрил, который намеревается поработить человечество, а затем с его помощью — все остальные разумные виды. В конце первого сезона похитил отца Кипо. Позже выясняется, что он был вначале обыкновенным мандрилом, но приобрёл разум после ряда экспериментов, проводимых Лио и Сонг ещё до рождения Кипо. Они привязались к Хьюго и решили его «усыновить», но им пришлось скрывать его от остальных людей из опасения, что Хьюго могут насильно забрать. Хьюго открывает в себе способность подчинять людей и приматов с помощью своих феромонов, но другие люди раскрывают мандрила и начинают ставить над ним эксперименты. Лио просит Хьюго потерпеть, так как планирует скорый побег с беременной Сонг, намереваясь взять с собой и Хьюго. Однако этим планам помешало обращение Сонг в мега-обезьяну, и в итоге Лио сбежал только с новорожденной Кипо. Хотя Хьюго тоже сумел сбежать, он воспринял это как предательство и возненавидел людей, Кипо и Лио. После поражения, долгое время жил в заточении у котов-дровосеков и со временем отказался от ненависти к Кипо и идеи поработить человечество.
- Ямъян Молотолап (Стивен Блум) — предводитель котов-дровосеков. Союзник Кипо.
- Джамак (Джейк Грин)  — модагушка (представитель народа лягушек-мафиози). Сначала пытался вместе со своими сородичами захватить главных героев, но был изгнан из-за неудачи. В конце концов он решает помочь героям против Хьюго.
- Доктор Эмилия (Эми Ландекер) — главная злодейка всего сериала. Под её руководством был создан «антидот», способный возвращать мутантов в их исходное животное состояние. Так она намерена восстановить власть человечества над землёй. Кипо, наоборот, выступает за мирное сосуществование разных видов мутантов и людей.

## Создание
Мультфильм был создан студией DreamWorks Animation и повествует о путешествиях в постапокалиптическом мире. При этом «Кипо» — первая история в своём роде, раскрывающая отрицательных персонажей (врагов человечества) в нейтральном или позитивном ключе. Исполнительными продюсерами сериала выступили Рэдфорд Сехрист («Как приручить дракона 2», «Пингвины Мадагаскара») и Билл Волков («Однажды в сказке», «Трон: Восстание»). Впервые идея создать мультфильм пришла Сехристу, когда тот работал над мультфильмом «Как приручить дракона 2». Тогда продюсер задумал создать комедийный анимационный проект, вдохновляясь такими сериалами, как «Ходячие Мертвецы» и «Игра престолов», и создать «мрачную эпическую постапокалиптическую историю». Так в 2015 году Сехрист выпустил веб-комикс «Кипо», повествующий о путешествии девочки Кипо в постапокалиптическом мире. Почти сразу же DreamWorks Animation заинтересовалась данной историей и привлекла к проекту второго продюсера Билла Волкова. Сехрист был очень доволен таким выбором, так как заметил, что и он, и Волков в предыдущих проектах работали над мифологиями, и вместе с данным проектом у них появилась возможность создать собственную франшизу. Сехрист и Волков решили противопоставить своё шоу типичным пост-апокалиптическим историям и создать художественный стиль и историю с «жизнерадостным подходом»: «Наша главная героиня Кипо полна надежд и восхищается миром, где большинство главных героев просто стали бы циничными и угрюмыми людьми. Это конец света, о котором мы всё-таки делаем шоу! Но то, что делает его уникальным — это не унылый мир апокалипсиса, это земля, наполненная неслыханными чудесами и нелепостями.».
В то время как Волков был занят деталями производства, Сехрист занимался визуальным дизайном. Корейская студия Studio Mir в Сеуле, занимающаяся анимацией, выражала беспокойство по поводу своей способности оживить персонажей в задуманном Сехристом стиле. Так как «Кипо» задумывался как сериал с единым и цельным сюжетом, что нетипично для детской анимации, Сехрист заметил, что написание истории требовало тесного сотрудничества разных сценаристов; одновременно им давалась большая творческая свобода. Также создатели решили, что важную роль в истории будет играть музыка, делая из сериала фактически мюзикл.

## Музыка
Существует два альбома саундтреков к мультсериалу: Kipo and the Age of Wonderbeasts: Season 1 Mixtape и Kipo and the Age of Wonderbeasts: Season 2 Mixtape, выпущенные в 2020 году. Музыку к ним написал коста-риканский музыкант и композитор Дэниел Рохас. Он использовал эклектичное сочетание музыкальных стилей — от фолка до классической музыки и хип-хопа. Также в записи саундтрека участвовали хардкор-рэп группа Wu-Tang Clan и южноафриканская певица Доуп Сейнт Джуд.

## Список серий
| № | Название                         | Режиссёр                         | Автор сценария                 | Storyboard by                                 | Дата премьеры   |
| --- | -------------------------------- | -------------------------------- | ------------------------------ | --------------------------------------------- | --------------- |
| 1 | «Burrow Girl»                    | Рэдфорд Сехрист                  | Билл Волков                    | Джеймс П. Гибсон, Рэдфорд Сехрист и Янг Ки Юн | январь 14, 2020 |
| Кипо попадается на поверхность постапокалиптического мира и встречается с Манду и Волчицу.                          |                                  |                                  |                                |                                               |                 |
| 2 | «Explosion Berries»              | Рэдфорд Сехрист                  | Билл Волков                    | Джеймс П. Гибсон, Рэдфорд Сехрист и Янг Ки Юн | январь 14, 2020 |
| Бенсон спасает Кипо, Волчицу и Дейва от модагушег (лягушек-мафиози)                                                 |                                  |                                  |                                |                                               |                 |
| 3 | «Real Cats Wear Plaid»           | Чейз Конли                       | Билл Волков                    | Джейкоб В. Итон, Джеймс П. Гибсон и Бен Ли    | январь 14, 2020 |
| Кипо со своими друзьями попадает в плен к котам-дровосека. Героиня пытается найти в лице кошек союзников.           |                                  |                                  |                                |                                               |                 |
| 4 | «Cactus Town»                    | Крис Коупленд                    | Джоанна Льюис и Кристин Сонгко | Бриджит Андервуд, Кален Уитфилд и Зук         | январь 14, 2020 |
| Кипо вместе со своими новыми союзниками отправляется на территорию змеев-рокеров и пытается тоже с ними подружится. |                                  |                                  |                                |                                               |                 |
| 5 | «The Astronomers in Turtlenecks» | Крис Коупленд и Бриджит Андервуд | Кристофер Амик и Бен Меклер    | Макс Лоусон, Кален Уитфилд и Зук              | январь 14, 2020 |
| Кипо и её друзья попадают в обсерваторию Ньютоновских волков (учёных).                                              |                                  |                                  |                                |                                               |                 |
| 6 | «Ratland»                        | Чейз Конли                       | Билл Волков                    | Джейкоб В. Итон, Джеймс П. Гибсон и Бен Ли    | январь 14, 2020 |
| Кипо празднует свой 13-й день рождения. Герои отправляются в парк развлечений управляемый разумные крысами.         |                                  |                                  |                                |                                               |                 |
| 7 | «Mulholland»                     | Чейз Конли                       | Тейлор Чапулин Орси            | Джейкоб В. Итон, Джеймс П. Гибсон и Бен Ли    | январь 14, 2020 |
| Команда героев попадает в ловушку мира снов, устроенных колонией разумных тихоходок.                                |                                  |                                  |                                |                                               |                 |
| 8 | «Twin Beaks»                     | Крис Коупленд                    | Джоанна Льюис и Кристин Сонгко | Адам Лукас, Бриджит Андервуд и Кален Уитфилд  | январь 14, 2020 |
| Кипо попадает на свалку, к миролюбивым танцорам-енотам.                                                             |                                  |                                  |                                |                                               |                 |
| 9 | «Mute-Eat-Mute World»            | Чейз Конли                       | Кристофер Амик и Бен Меклер    | Джейкоб В. Итон, Джеймс П. Гибсон и Бен Ли    | январь 14, 2020 |
| Подчинённые Хьюго развязывают охоту на главных героев, которым приходится снова убегать от модагушек.               |                                  |                                  |                                |                                               |                 |
| 10 | «Beyond the Valley of the Dogs»  | Кэлвин Ли и Янг Ки Юн            | Билл Волков                    | Бен Ли, Адам Лукас и Бриджит Андервуд         | январь 14, 2020 |
| Кипо удаётся добраться до своего подземного дома, однако людей уже захватил Хьюго.                                  |                                  |                                  |                                |                                               |                 |

## Критика
Сериал получил положительные оценки со стороны критиков, например Бет Элдрекин с сайта io9 назвала сериал о «Кипо» обязательным к просмотру и подходящим для самых разных возрастных групп, как и сериалы «Вселенная Стивена», «Ши-Ра и Непобедимые принцессы» и «Гравити Фолз». Критик также похвалила сериал за его визуальный стиль, а также музыкальное сопровождение. Тетрана Радулович с сайта Polygon также высоко оценила факт того, что «за стандартным квестом и исследованием фантастической вселенной, скрывается яркая история с уникальным миром, многогранными взаимоотношениями между героями и глубоким сюжетом о взаимоотношениях между людьми и мутантами». Рецензентка также сравнила увиденное с тем, «как будто создатели взломали коробку с игрушками и создали изумительную игру воображая всё, что там было внутри». Критик также заметил, что сериал о «Кипо» — это самый первый детский мультсериал, где персонаж фактически совершает каминг-аут, при этом данная сцена преподнесена осторожно и в контексте истории. Дэйв Трамбор с сайта Collider также заметил сходство «Kipo» с другими недавно вышедшими сериалами, а именно «Амфибия» и «Совиный Дом», также критик заметил, что создатели при написании сюжета явно вдохновлялись такими произведениями и играми, как Fallout, «Воины», «Остров доктора Моро», «Планета обезьян» и «Алиса в Стране чудес». Критик однако признался, что сериал особенно подкупает зрителя своими яркими красками, странным, чужеродным миром, однако наполненным знакомыми и родными элементами. Критик также заметил и необычное изображение пост-апокалиптического мира, в частности, что если как в фильме или игре мир после катастрофы как правило изображён тусклой и бесцветной пустошью, как например в «Ходящих Мертвецах», то мир «Кипо» очень живой и разнообразный, при том, что люди больше не стоят на вершине пищевой, да и разумной цепочки.
Критик сайта Decider заметил, что сериал «Kipo» предоставляет достаточно избитый постапокалиптический сюжет — а именно идею того, что малознакомые люди объединяются перед лицом опасности, чтобы выжить и укрепить свою дружбу. Тем не менее создателям по мнению критика удалось доказать, что даже с таким сюжетом можно создать крайне оригинальную историю и идею сосуществования множества разумных видов. Критик также оценил решение совместить американский стиль анимации с аниме.